# Shenshou
Shenshou lui
Genre
Espèce
Shenshou est un genre éteint de Mammaliaformes du clade des Euharamiyida et de la famille des Shenshouidae,.
L'holotype de Shenshou a été découvert dans la formation géologique de Tiaojishan datée du Jurassique moyen à supérieur,, dans l'ouest de la province du Liaoning, sur site fossilifère de Daxishan, près de la ville de Linglongta, dans le nord-est de la Chine. Ce site est daté plus précisément de l'Oxfordien (Jurassique supérieur), entre 161,0 ± 1,44 et 158,5 ± 1,6 Ma (millions d'années). Il fait partie du biote de Yanliao.
Une seule espèce est rattachée au genre : Shenshou lui, décrite en 2014 par Shundong Bi, Yuanqing Wang, Jian Guan, Xia Sheng et Jin Meng, dans un article érigeant également le genre Xianshou.

## Étymologie
Le nom de genre Shenshou est composé des mots du mandarin (神獸 shénshòu) shen, signifiant « divinité », et shou, signifiant « animal ». Le nom d'espèce lui honore le scientifique Lu Jianhua qui a découvert le spécimen holotype.

## Découverte
L'holotype de Shenshou lui est référencé LDNHMF2001. Il est constitué d'un squelette d'adulte quasi complet. Trois paratypes ont également été décrits dont deux, après une nouvelle étude par tomodensitométrie en 2019, ont été réattribués à un nouveau genre : Qishou.

## Description
La corps de Shenshou mesure environ 18 centimètres et sa queue une vingtaine de centimètres. Sa masse est estimée à environ 300 grammes.
Le squelette léger de Shenshou et sa longue queue préhensile en font un animal vraisemblablement arboricole. Ses mains et ses pieds sont adaptés pour grimper et s'accrocher. Il possède également de grandes incisives qui lui donnent une apparence, seulement par évolution convergente, d'écureuil. La présence d'une oreille moyenne à trois os a d'abord fait penser que ces animaux étaient des mammifères, avant que d'autres études ne déterminent que les haramiyidiens avaient développé leurs os d'oreille indépendamment des vrais mammifères, et sont donc des Mammaliaformes plus basaux, en amont du groupe-couronne des mammifères,,.
Il est très similaire au genre Qishou, mais en diffère principalement par son incisive supérieure qui n'est pas tricuspide et ses molaires qui portent un peu moins de cuspides.

## Paléobiologie
Cet animal arboricole possède des dents à plusieurs cuspides qui indiquent que Shenshou était probablement un omnivore avec un régime d'insectes, de fruits à coque et de fruits.

## Classification
Shenshou est un haramiyidien euharamiyidien de la famille des shenshouidés, une famille proposée en 2019 à l'occasion de la description du genre Qishou par Mao Fangyuan et Meng Qing-Jin. Selon ces auteurs elle ne regroupe que deux genres : Qishou, et Shenshou qui a donné son nom à la famille. Ces euharamiyidiens sont des Mammaliaformes basaux en amont (à l'extérieur) du groupe-couronne des mammifères,,.